# Stanislas Dotremont
Pour les articles homonymes, voir Dotremont.
Stanislas Dotremont (pseudonymes : Stanislas d'Otremont ou Stan Dotremont), né en 1893 à Boussu et mort le 4 octobre 1969, est un écrivain catholique, belge de langue française.

## Biographie
Il obtient le prix Victor Rossel en 1956 pour L’Amour déraisonnable.
Il dirige « La Revue Latine » de 1920 à 1922.
Il est le directeur de La Revue internationale de musique de 1938 à 1952.
Il est le père du poète Christian Dotremont (1922-1979).

## Œuvres
- Dolloway ou La Vie intense, Bruxelles, Belgique, Éditions Renaissance du livre, 1944, 225 p. (sous le nom Stan Dotremont)[3]
- Plainte de la jeune fille inutile, et autres pièces, Éditions de l’Alliance, 1946, 136 p.
- Thomas Quercy, Paris, Éditions Gallimard, 1953, 371 p. (BNF 32500872)
- L’Amour déraisonnable, Paris, Éditions Julliard, 1956, 320 p. (BNF 32500870)[4]
- La Polonaise. Avertissement aux filles trop passionnées., Paris, Éditions Julliard, 1957, 199 p. (BNF 32500871)

### Essais
- Charles Maurras devant l’opinion catholique, avec Euphroneon, Bruxelles, Belgique, Éditions de La Revue Latine, 1922, 84 p.
- L’Arbitrage international et le Conseil de la Société des Nations. Le Pacte. Les Progrès tentés et réalises depuis les progrès réalisables, Bruxelles, Belgique, Éditions Maurice Lamertin, 1929
- Pour comprendre les Anglais, etc, Bruxelles, Belgique, Éditions Meddens, 1944, 94 p.